# Gynacantha francesca
Gynacantha francesca – gatunek ważki z rodziny żagnicowatych (Aeshnidae). Występuje na terenie Ameryki Południowej.